# Waschhaus Rue des Marais (Asnières-sur-Oise)

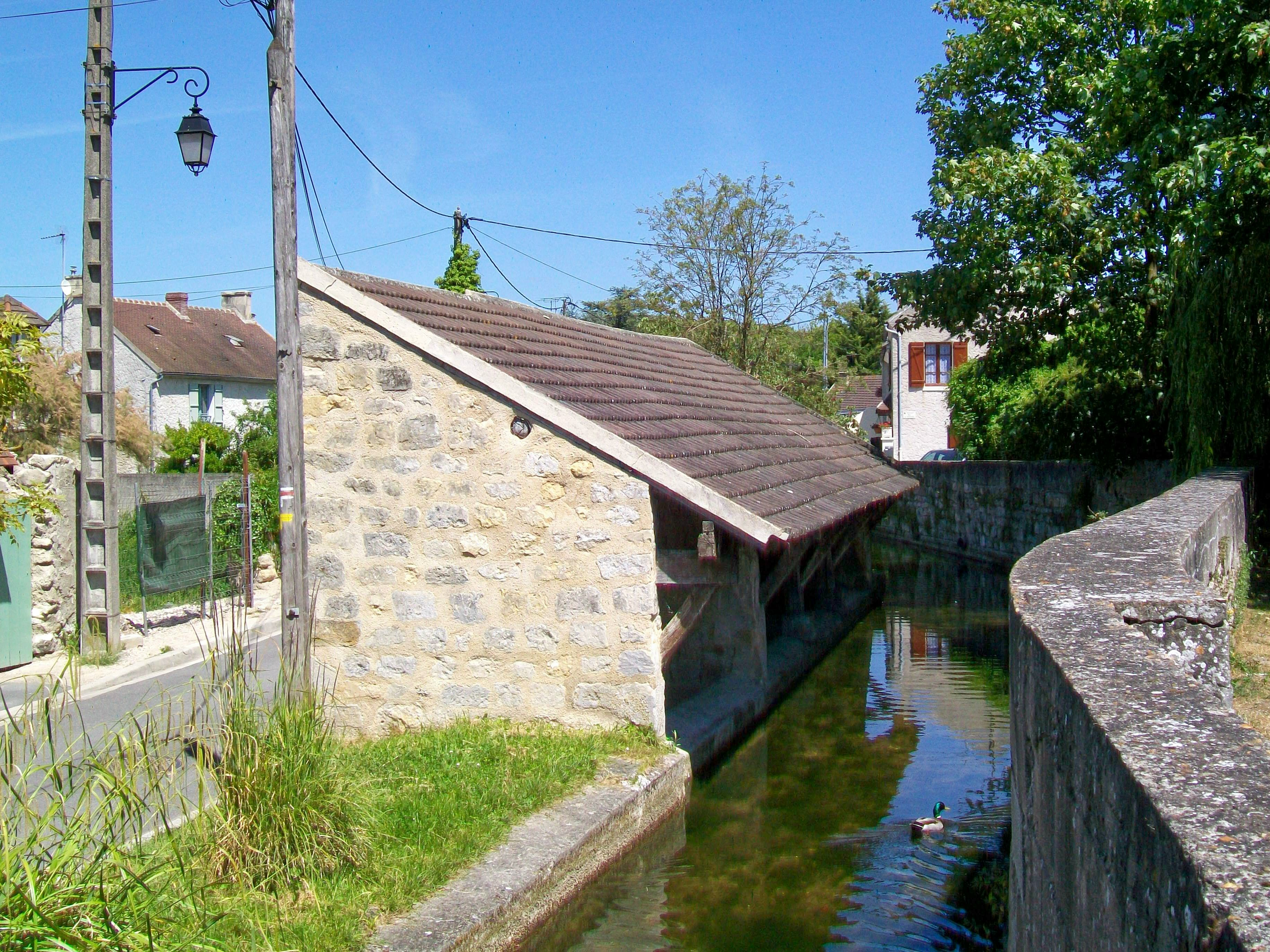
Waschhaus im Weiler Baillon von Asnières-sur-Oise

Das Waschhaus (französisch lavoir) im Weiler Baillon der französischen Gemeinde Asnières-sur-Oise im  Département Val-d’Oise in der Region Île-de-France wurde 1856 errichtet. Das öffentliche Waschhaus steht an der Rue des Marais. 
Das Waschhaus am Fluss Nouvelle-Thève, einem Nebenarm des Thève, wurde nach Plänen des Architekten Villebois erbaut. Es wird von einem Pultdach gedeckt. 